# دشت لاله‌های واژگون گلستان‌کوه
دشت لاله‌های واژگون گلستان‌کوه  در دره باریکی در دامنه گلستان‌کوه شهرستان خوانسار استان اصفهان واقع شده‌است.
دشت لاله‌های واژگون گلستان‌کوه، در فصل بهار مملو از گل‌های طبیعی به ویژه لاله سرخگون است که به رنگ سرخ مایل به بنفش بوده و لاله‌های این منطقه از روز چهلم تا شستم بعد از عید شکفته می‌شوند و در موقع وزش باد سیر و روشن می‌شوند.

## طبیعت گلستانکوه
طبیعت بکر و وجود چشمه‌های پرآب، این دشت زیبا را به نقطه‌ای بی‌نظیر در استان اصفهان بدل کرده‌است و لاله واژگون از جمله گل‌های رستنی در این منطقه است که اسامی دیگری مانند گل اشک و اشک مریم هم دارد و دلیل این نام‌گذاری این است که مقداری شبنم بین این گل‌ها جمع می‌شود و سپس از گل به پائین می‌چکد عمر این گیاه بسیار کوتاه است و گل دهی آن از اوایل اردیبهشت آغاز می‌شود و می‌گویند این گل در آن زمان که گلوی سیاوش با تیغ تیز گرسیوز آشنا میشد ‘ شاهد ماجرا بوده‌است.

## راه ارتباطی
راه‌های ارتباطی به این شهر خمین - گلپایگان و اصفهان - داران است. گلستان‌کوه با ارتفاع ۳۶۳۱ متر در مسیر خوانسار به اصفهان و در ۱۵ کیلومتری شهر خوانسار قرار دارد.
از تهران بعد از سه‌راه سلفچگان، به‌سمت خمین و گلپایگان ادامه مسیر می‌دهید تا  به خوانسار برسید، با طی مسیری 15 کیلومتری به روستای دره‌بید می‌رسید، از اینجا به بعد می‌توانید با توجه به علامت‌هایی که با گل لاله واژگون مشخص شده‌اند مسیر را ادامه دهید و از صحت مسیری که انتخاب کرده‌اید مطمئن شوید.